# باتريك أولسن
باتريك أولسن، لاعب كرة قدم دنماركي، من مواليد 23 نيسان (أبريل) 1994.
لعب لفريق Strømsgodset IF في الدوري النرويجي الممتاز بالإعارة من فريق إنتر ميلان. وهو من لاعبي خط الوسط، ويشار إلى أنه يلعب في المنتخب الوطني الدنماركي منذ عام 2009

## وصلات خارجية
- باتريك أولسن على موقع قاعدة بيانات كرة القدم.إي يو (الإنجليزية)
- باتريك أولسن على موقع AS.com (الإسبانية)